# Kapsowar
Kapsowar ist eine Kleinstadt im Elgeyo-Marakwet County in Kenia. Vor dessen Auflösung war Kapsowar die Hauptstadt des Marakwet Districts.

## Infrastruktur
Kapsowar verfügt über ein Krankenhaus mit 140 Betten und angegliederter Krankenpflegeschule. Es gibt ein Förderzentrum für blinde und sehbehinderte Kinder, Primary und Secondary Schools, sowie eine Polizeistation.

## Persönlichkeiten
- William Mutwol (* 1967), kenianischer Hindernis- und Langstreckenläufer
- Moses Cheruiyot Mosop (* 1985), kenianischer Langstreckenläufer
- Brigid Kosgei (* 1994), kenianische Langstreckenläuferin

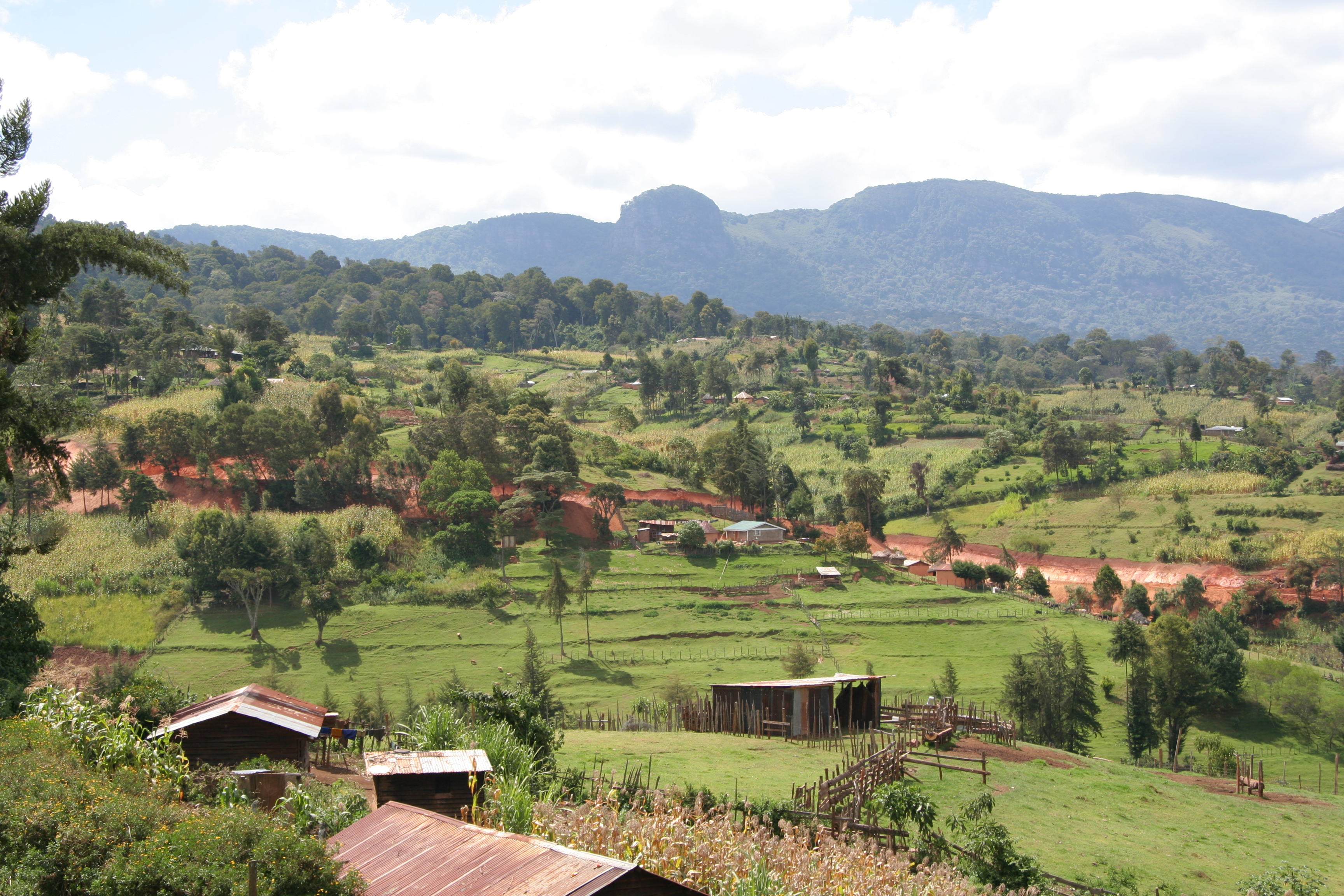
Siedlung in Kapsowar
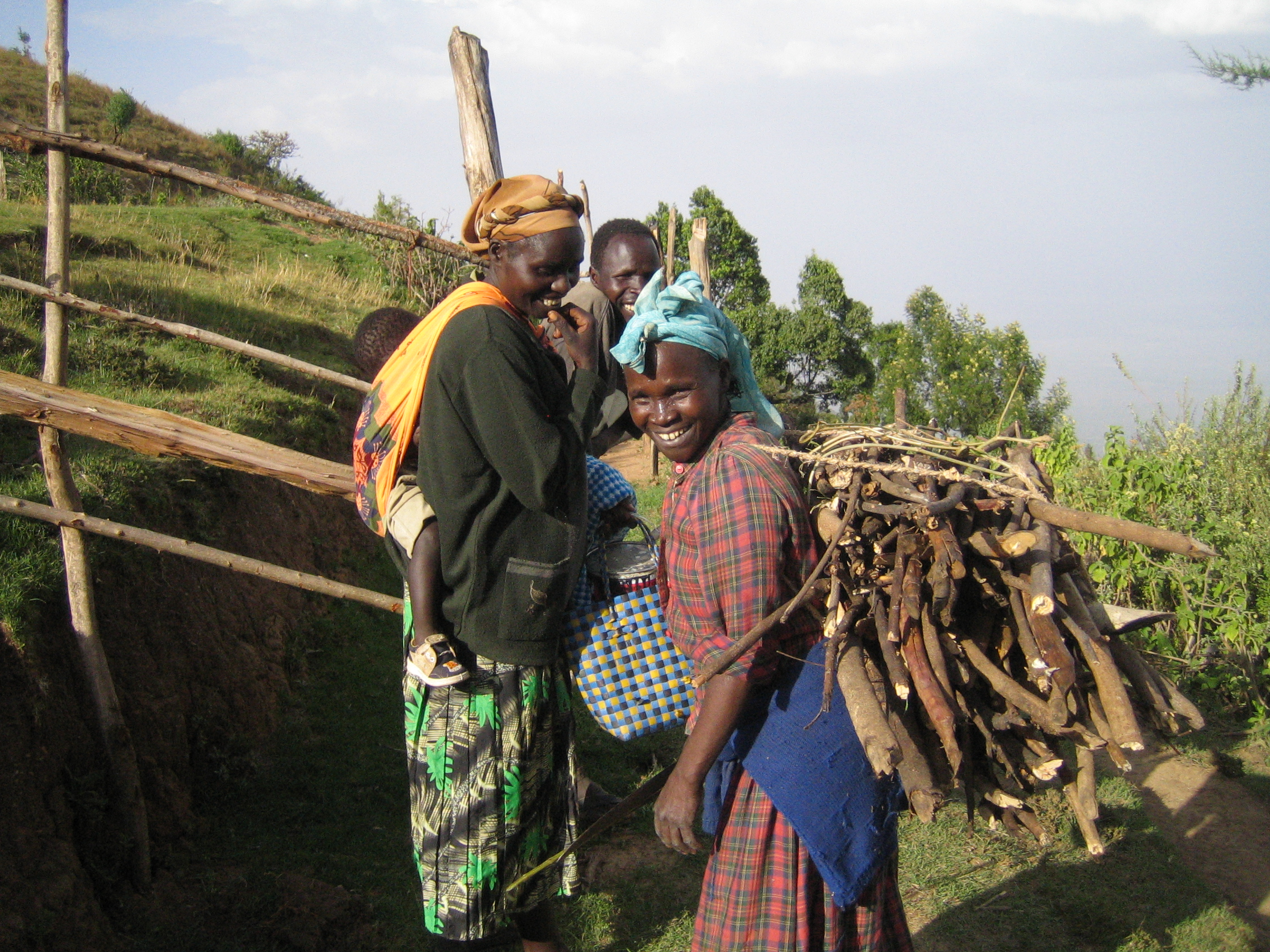
Frau mit Brennholz
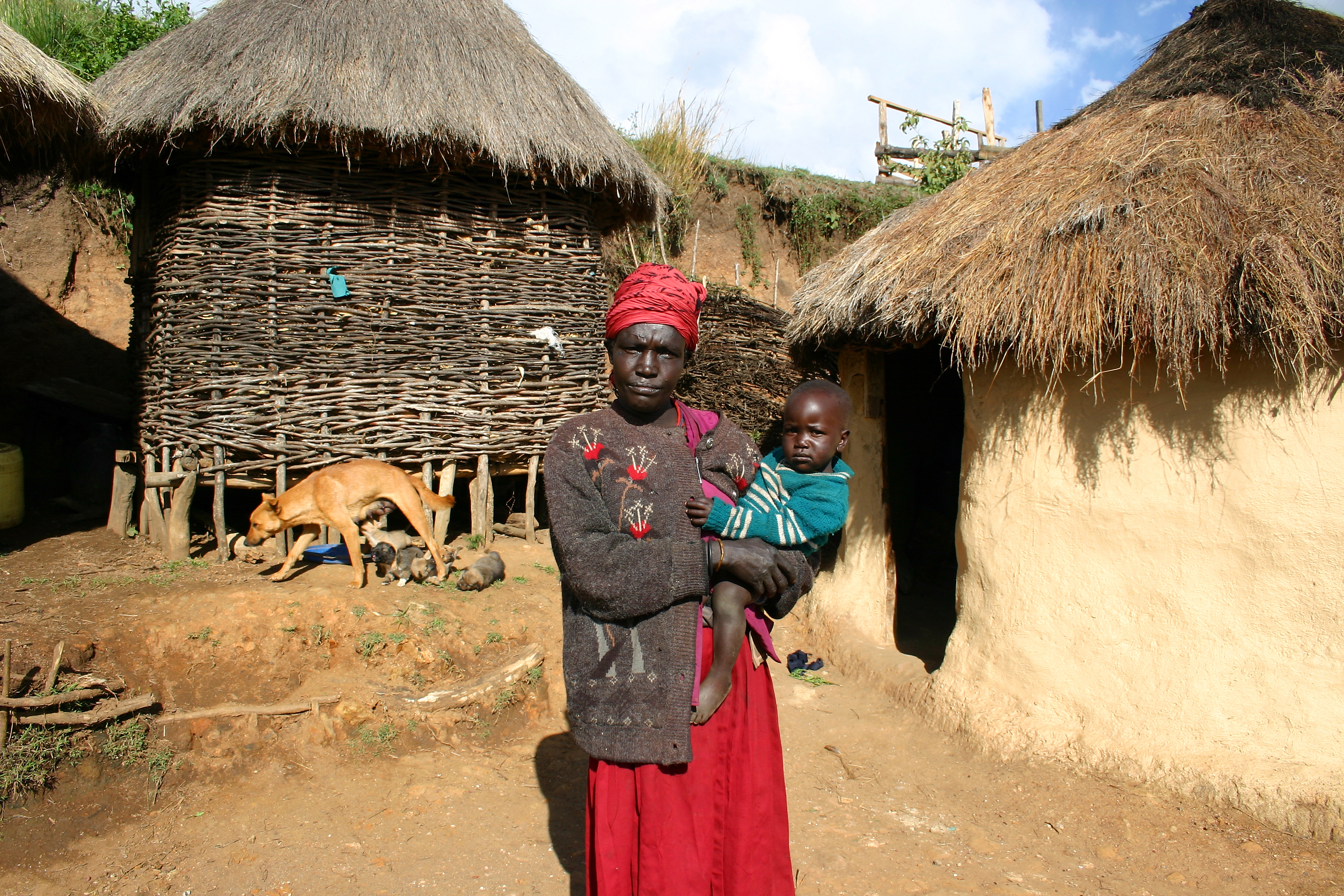
Frau mit Kind in Kapsowar